# Ярый, Рихард
Ри́хард Франц Марьян (Ри́ко) Я́рый (укр. Ріхард (Ріко) Ярий; 14 апреля 1898 (по другим данным — 1888), Жешув, Австро-Венгрия — 20 мая 1969) — австриец чешского происхождения, участник Первой мировой войны и Гражданской войны на Украине. В 1920-х — начале 1940-х годов — активный деятель украинского националистического движения в эмиграции, входил в руководство УВО, ОУН и ОУН(б) (псевдонимы «майор Карпат», «Сотник», «Ритмайстер»), тесно сотрудничал с Евгением Коновальцем, позднее — Андреем Мельником и Степаном Бандерой, обеспечивая их связь с германскими спецслужбами.

## Происхождение. Ранние годы
Биография Рико Ярого изобилует «белыми пятнами» — в частности, это касается его происхождения и молодых лет жизни. Существует несколько основных версий его происхождения. По одной из версий он был венгерским евреем, по другой — чехом.
В 1933 году сотрудник гестапо, направленный в Жешув для проверки происхождения Ярого, обнаружил несовпадение записей в книге магистрата и не смог найти никого, кто бы помнил семью Ярого.
Согласно официальной биографии, Рихард Ярый — сын майора австро-венгерской армии, который после отставки уехал на свою родину, в Моравию. Здесь Рихард окончил 6 классов гимназии в Моравской Остраве. В сентябре 1914 года под воздействием патриотической агитации в связи с началом войны поступил в военно-техническое училище. В 1916 году в звании лейтенанта был направлен в действующую армию. 17 января 1917 года получил очередное звание обер-лейтенанта. 
Вот что писал о происхождении Рихарда Ярого Зиновий Кныш (с 1924 года член УВО, с 1940 года — член Провода украинских националистов (ОУН-М)): «Рихард Ярый был родом из семьи австрийского служащего. Родился в 1898 году в городе Ряшеве. Настоящая его фамилия писалась по-немецки „Ягры“, „Ярый“ — это её украинизированная форма. Ходили слухи, что в нём есть следы еврейской крови, — вроде бы отец Ярого был крещёным венгерским евреем, а мать, из семьи Поллак, — тоже крещёная еврейка — но этого со всей определённостью утверждать нельзя. Однако что-то такое должно было иметь место, поскольку национал-социалистические партийные органы в Германии недолюбливали его и всё время подозревали, что его арийское происхождение не совсем чистое, держался он только благодаря своим связям с военными кругами, которые, как известно, в основном дистанцировались от партии».

## Гражданская война на Украине
После окончания мировой войны и демобилизации записался в Галицкую армию в звании поручика. Командовал сапёрной сотней, позднее — 2-м конным полком. С 1919 года воевал в составе 5-го Херсонского конного полка армии Украинской народной республики (УНР), вместе с которым в 1920 году перешёл на территорию Чехословакии и был интернирован.
Командовал интернированными украинскими кавалеристами в составе бригады генерала Крауса в Ужгороде. Был комендантом рабочей колонны близ Кашау (1921). Был обвинён в спекуляции лошадьми, находился под следствием, но после роспуска бригады дело было закрыто. В 1922 году в Ужгороде женился на Розе Шпильфогель.
По другим данным, в том же году был интернирован в Тухольском лагере, бежал, попал в лагерь для интернированных в Ольштыне. В 1923 году появился в Мюнхене, затем переехал в Берлин, где стал секретарём Украинского офицерского союза.
На 1 ноября 1927 г. проживал в Берлине-Фалькензее, Бургундерштрассе 84.

## В эмиграции
В 1921—1929 гг. активный член УВО, впоследствии — ОУН, участник I Венского конгресса украинских националистов (1929), на котором была создана Организация украинских националистов. Корреспондент Украинского научного общества, Volkszeitung, Заокеанской службы печати, Заграничного отдела печати и т. п., а также «Українського Господарського Часопису» во Львове.
В 1922 году лидер Украинской войсковой организации Евгений Коновалец, перебравшись в Германию, провёл переговоры с представителями абвера и дал письменное обязательство передавать в распоряжение немецкой разведки собираемую УВО разведывательную информацию о польской армии в обмен на финансирование. Абвером было создано «Бюро по подготовке войны с помощью национальных меньшинств», а также сформирован специальный фонд, через который финансировались различные организации за пределами Германии, в том числе УВО, а позднее и ОУН. Ярый, ставший «правой рукой» Коновальца, одновременно являлся помощником руководителя «Бюро». На протяжении почти двух десятилетий поддерживал связь между руководством УВО/ОУН и германскими спецслужбами, контролировал потоки финансовой помощи, направлявшейся украинским националистам. Неоднократно подвергался обвинениям в растрате части этих средств.
С 1930 года Ярый — руководитель разведывательного отдела УВО, в 1934—1939 гг. — член Чрезвычайного провода ОУН.
С 1937 года — офицер по связи между полковником Е. Коновальцем и адмиралом В. Канарисом, шефом абвера, с 1939 года — координатор различных военных курсов абвера для боевиков ОУН. Агент абвера под псевдонимом «Консул-2».
В ряде источников указывается, что именно Ярый был инициатором раскола ОУН. В начале 1940 года в результате раскола ОУН встал на сторону С. Бандеры, вошёл в состав Революционного провода — руководящей группы ОУН-Б из 4 человек. В 1941 году — организатор и командир батальона «Роланд». После неудачной попытки провозглашения «правительства» Я. Стецько и ареста руководства ОУН (июль 1941) отошёл от политической деятельности. С 16 сентября 1941 по 15 февраля 1943 года находился в немецком концлагере. После освобождения жил в местечке Гастайль около городе Глопнитц, где у него имелось небольшое крестьянское хозяйство, купленное им ранее на средства его жены. Там он проживал до капитуляции Третьего Рейха, находясь под надзором гестапо.

## После войны
После Второй мировой войны жил и умер в собственном имении под Веной в советской оккупационной зоне, сохраняя связи с ОУН до начала 1960-х годов. НКВД интересовался личностью Ярого, но не предпринимал попыток арестовать его, в связи с чем его роль неоднозначно оценивается в националистической литературе — от «героя» до «провокатора». Существует версия, что Ярый был завербован НКВД. В рассекреченном документе ЦРУ Ярый также назван «важным советским агентом».

## Сочинения
- Podkarpatska-Rus (Karpathenukraine) // Die Ukraine unter Fremdherrschaft. Berlin, 1928. S. 49-52 (английская версия — Podkarpatska-Rus (Carpatho-Ukraine) // The Ukrainian Question, a peace problem. Geneva, 1928. P. 36-39).
- Ukraine von gestern und heute // Ukraine von gestern und heute. Berlin: Bernard & Graefe, 1933. S. 5-17.
- Ewhen Konowaletz // Ukrainischer Nationalismus. New York: Ukr. press service, 1939. S. 3-8.